# Олійник Михайло Теодорович

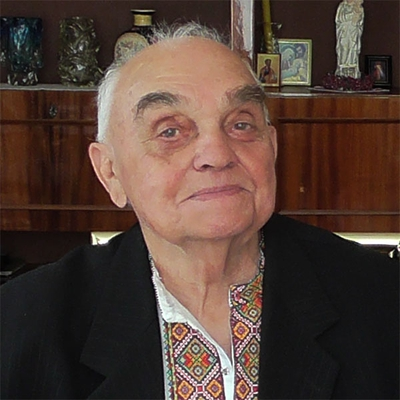
Михайло Олійник 2016 рік

Михайло Олійник — громадський діяч, художник. Народився 6 червня 1929 року у селі Молодинче Стрийського повіту Станіславівського воєводства в сім'ї Юстини (до шлюбу Хомусяк) і Теодора Олійників. Окрім Михайла в сім'ї було ще двоє синів — Іван (1924 р. н.) та Павло (1932 р.н.).
Батьків двоюрідний брат — Петро Олійник (1909—1946) на псевдо «Еней» (майор УПА та командир УПА-Північ). Родина Олійників активно підтримувала українське національне підпілля.

## Життєпис
Михайло, якого змалку виховували в патріотичному дусі, виявляв великий талант до малювання. У період з 1942 по 1943 рік він отримав освіту у Львівській мистецько-промисловій школі. У 1944 році Михайло Олійник приєднався до Українського визвольного руху. Спочатку він займався написанням антирадянських листівок та створенням карикатур. Пізніше його завданням стало перенесення таємних записок. Він отримав псевдо «Вітер» і працював під керівництвом Івана Левицького, відомого як «Чепурко».
У 1947 році Михайло з братом Павлом вивісили синьо-жовтий прапор біля дислокації радянського гарнізону.
Після завершення війни Михайло Олійник пройшов шлях від агронома у Ходорівській машинотракторній станції до посад голови колгоспу та інспектора з якості продукції. Після виходу на пенсію він повернувся до свого улюбленого заняття — малярства, і водночас займався написанням віршів та текстів пісень. Михайло активно брав участь у громадському житті м. Ходорів — співав у церковному хорі та в народній хоровій капелі «Мрія». Також він допомагав у будівництві церкви Святого Володимира й Ольги, відзначаючись своїм внеском у розвиток місцевої спільноти.
Помер Михайло Теодорович Олійник 20 серпня 2017 р. у м. Ходорів Стрийського району Львівської області.

## Сім'я
- Дружина Ольга Олійник (до шлюбу Яцейко)
- Дочка Галина Олійник
- Дочка Лідія Ошуст
- Син Орест Олійник

## Художня творчість
За своє життя Михайло Олійник намалював дуже багато картин. Деякі з них він подарував школам, лікарні, родині, сусідам, також картини прикрашають приватні виставки. А його малюнки опублікованні у журналі «Дзвіночок».

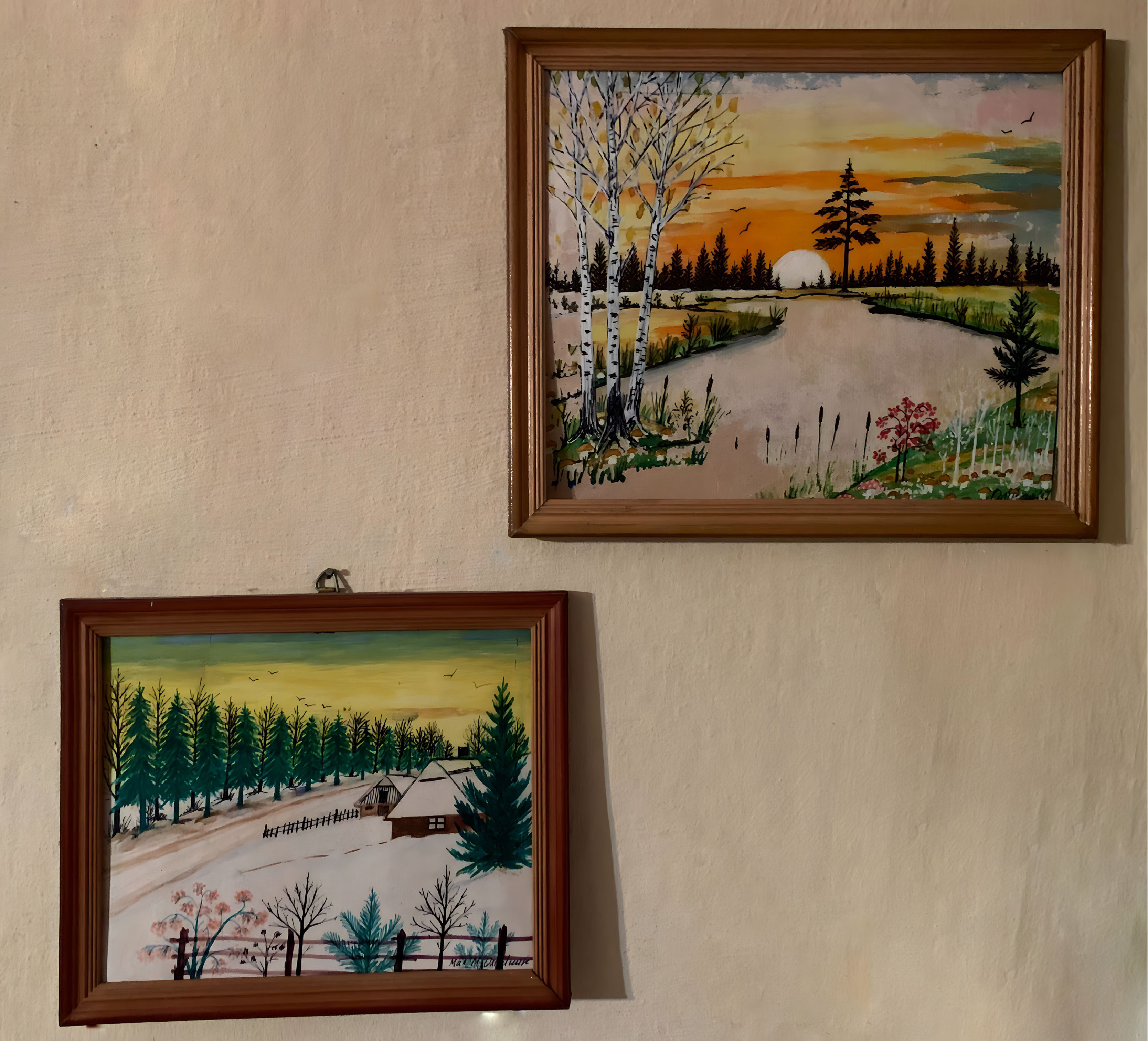
Картини, які намалював Михайло Олійник у 2015 році в подарунок своїм сусідам — родині Пастернак

## Спогади про Михайла Олійника
«Я пам'ятаю, коли була маленька, приходила до прадідуся, він сидів за своїм малярським столом, малював якісь села, хати, небо, а я сідала за менший столик поруч, він давав мені аркуші паперу, фарби, маркери, і я теж починала малювати. Проте, мені ніколи не вдавалося так гарно це робити як йому, тому я більше любила сідати до нього на коліна і просто спостерігала, як малює мій прадідусь Місьо.» — згадує правнучка Михайла Олійника, Софія Булка.